# Naald van Rijswijk
De Naald van Rijswijk is een obelisk die ter herinnering aan de vrede van Rijswijk (september 1697) is opgericht in Rijswijk (Zuid-Holland) op de plaats waar vroeger het stadhouderlijk paleis Huis ter Nieuburch heeft gestaan. In dit gebouw vond de ondertekening van het vredesverdrag plaats.  De gedenknaald werd naar ontwerp van stadhouderlijk architect Philip Willem Schonck gebouwd in de periode 1792-1794 uit materiaal van het Huis ter Nieuburch, dat toen werd afgebroken. In het Monumentenregister is de naald ingeschreven onder nummer 20086 met de naam "Ter Nieuwburg".
De gedenknaald was tot 15 januari 2016 eigendom van de Staat (in portefeuille van de Rijksgebouwendienst); dit monument is op 15 januari 2016 overgedragen aan Monumentenbezit.
Het Rijswijkse Bos, waar de naald zich bevindt, is nog steeds eigendom van de Staat (Staatsbosbeheer).

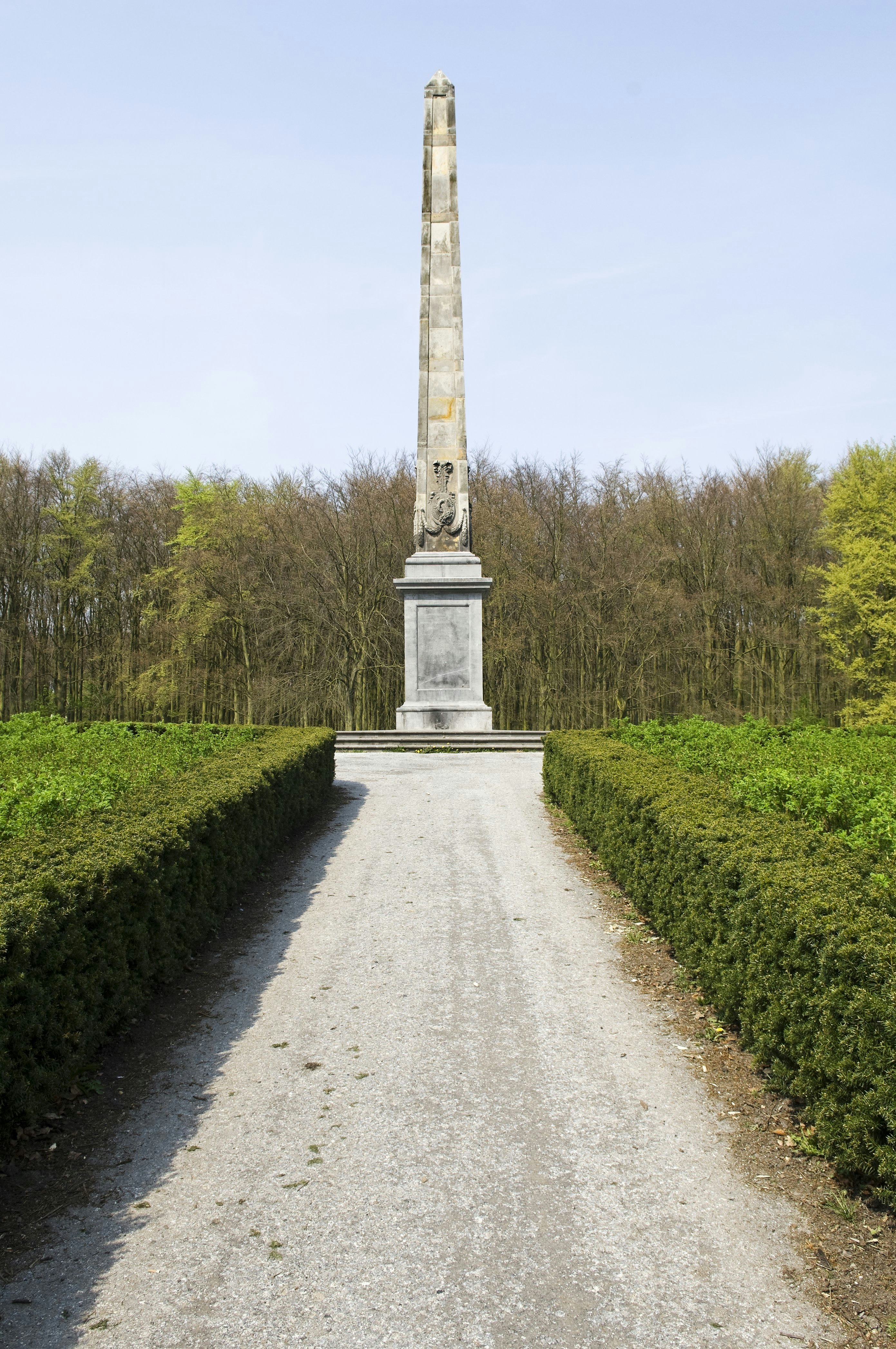
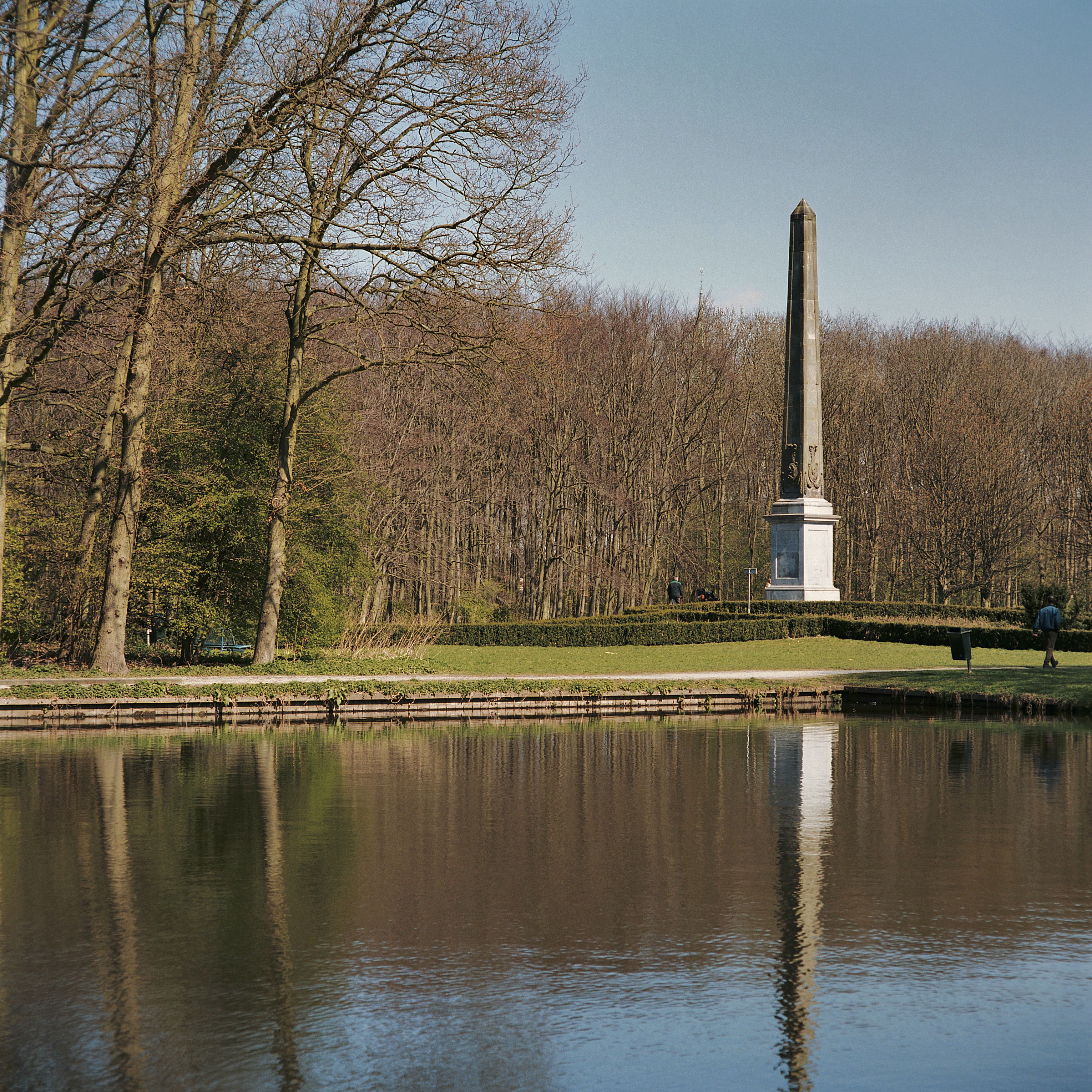